# François Baillon
Louis Antoine François Baillon, född 20 januari 1778 i Montreuil-sur-Mer, död 3 december 1855 i Abbeville, var en fransk naturforskare och samlare.

## Biografi
Baillon var professor i botanik i Paris, där han tidigare verkade som läkare. Han var redaktör för tidskriften Adansonia och utgav Dictionnaire de botanique (4 band, 1876-92) samt Historie des plantes (13 band, 1866-1895), ett monumentalt verk med beskrivningar över växtrikets naturliga familjer från morfologiskt-systematisk synpunkt.
Auktorsnamnet Baillon kan användas för François Baillon i samband med ett vetenskapligt namn inom botaniken; se Wikipediaartiklar som länkar till auktorsnamnet.

## Eponymer
- Puffinus bailloni, 1857
- Rallus bailloni, 1819, numera ansedd som synonym till Zapornia pusilla intermedia Hermann, 1804
- Petrodoma bailloni, 1818, numera ansedd som synonym till Cormobates leucophaea Latham, 1801